# Sandmålning

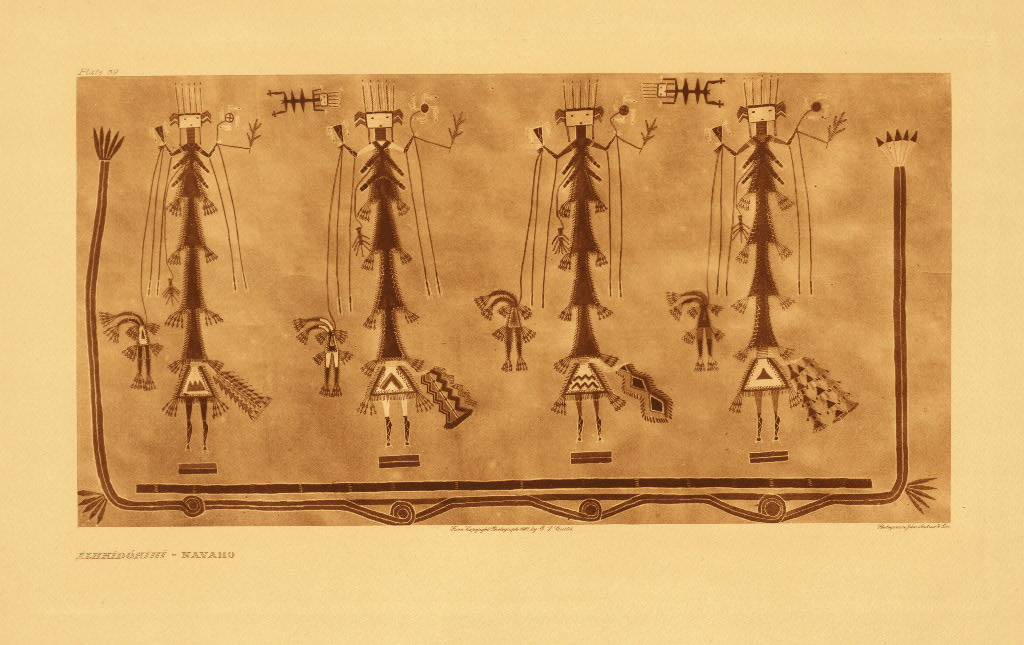
Sandmålning av Navajoindianer. Foto av Edward S. Curtis 1907.

Sandmålning är en konstform där konstverk skapas genom att färgad sand hälls på en yta. Dessa konstverk är ofta rituella, kraftdiagram som skapas för att tjäna olika sociala eller religiösa syften. Konstformen förekommer och praktiseras på många håll i världen, däribland av indianer i sydvästra USA, munkar inom tibetansk buddhism och australiensiska aboriginer.

## Nordamerikansk sandmålning
Den mest kända sandmålningarna från sydvästra USA kommer från indianfolket Navajo. Medicinmannen (eller Hatałii) målar där golvet på en hogan (navajohydda) eller på ett hjortskinn genom att låta sanden skickligt rinna mellan fingrarna.

## Tibetansk sandmålning
De tibetanska buddhistiska sandmålningarna är oftast gjorda i form av en mandala. På tibetanska kallas de för dul-tson-kyil-Khor("Mandala av färgat pulver"). 
Sanden är noggrant placerad på ett stort, platt underlag. Konstruktionen tar flera dagar och mandalan förstörs strax efter att den slutförts, en metafor för alltings förgänglighet.